# Бург-Ройланд
Бург-Ройланд — коммуна в Валлонии, расположенная в провинции Льеж, округ Вервье. Принадлежит немецкому языковому сообществу Бельгии. На площади 108,96 км² проживают 3903 человека (плотность населения — 36 чел./км²), из которых 50,99 % — мужчины и 49,01 % — женщины. Средний годовой доход на душу населения в 2003 году составлял 9 842 евро.
Почтовый код: 4790-4791. Телефонный код: 080.